# مايكل أوير
مايكل إي. أوير (بالإنجليزية: Michael E. Auer)‏ (من مواليد 1948 في فايمار) وهو عالم كمبيوتر ألماني ومعلم هندسي وأستاذ في جامعة كارينثيا للعلوم التطبيقية في النمسا.
وهو رئيس مركز الاختصاص (CCC) على الإنترنت في جامعة كارينثيا للعلوم التطبيقية، ويشغل منصب رئيس الاتحاد الدولي لجمعيات التعليم الهندسي (IFEES) حتى عام 2018. في يونيو 2006، تم انتخاب مايكل أوير رئيسًا ومديرًا تنفيذيًا لشركة الرابطة الدولية للهندسة عبر الإنترنت (IAOE). وهو مؤسس ورئيس المؤتمر الدولي السنوي للتعليم بمساعدة الكمبيوتر (ICL) في فيلاخ / النمسا ورئيس اللجنة التوجيهية للمؤتمر الدولي السنوي عن بعد للهندسة والأجهزة الظاهرية (REV). في إطار توجيهاته، طوّرت الفرق الدولية برنامجًا مشتركًا عن بعد في الهندسة الأوروبية (مشروع الاتحاد الأوروبي MARE) وبرنامجًا مشتركًا لتكنولوجيا المعلومات الأوروبية (مشروع الاتحاد الأوروبي BIT2010). وهو رئيس تحرير للمجلة الدولية للهندسة عبر الإنترنت (iJOE). والتكنولوجيا الناشئة في التعلم (iJET) وتكنولوجيات المحمول التفاعلية (iJIM). كما يعمل كمحرر في أوروبا الوسطى والشرقية للجريدة الأوروبية للتعليم المفتوح والتعلم عن بعد (EURODL).
تلقى مايكل أوير درجة الدكتوراة في عام (1975) مع أطروحة عن «تصميم وتحليل دارات ECL» من جامعة دريسدن للتكنولوجيا. ومن عام 1974-1991 كان أستاذا مساعدا في الكليات الهندسة الكهربائية والمعلوماتية في هذه الجامعة. من 1991-1995 كان مع شركة F + O Electronic Systems GmbH - Heidelberg (رئيس قسم البرامج). وكان بحثه يتعلق بالدوائر الرقمية عالية السرعة (ECL)، وفي الوقت الحقيقي، وبرمجة الشبكات، والأنظمة المدمجة، وإدارة الشبكات  والشبكات غير المتجانسة، والتعلم عن بعد. في عام 1995، عُين مايكل أوير أستاذاً للهندسة الكهربائية في كلية الإلكترونيات في جامعة كارينثيا للعلوم التطبيقية، فيلاخ، النمسا، ولديه أيضًا منصب تدريسي في جامعة كلاغنفورت. يعمل كأستاذ زائر فيالجامعة الأردنية (الأردن)، براشوف، (رومانيا) وباتراس، (اليونان).

## وصلات خارجية
- Michael E. Auer's website at the CUAS
- Carinthia University of Applied Sciences، Austria
- International Association of Online Engineering
- International Federation of Engineering Education Societies